# قارة عظمى

صورة متحركة تبين تفكك قارة بانجيا وهي قارة عظمى قديمة.

في الجيولوجيا، القارة العظمى (بالإنجليزية: Supercontinent)‏ هي قارة تكونت نتيجة التحام قارتين أو أكثر بسبب التصادم، تُعتبر غندوانا مثالاً لقارة عظمى، تكسرت إلى القارات الحديثة؛ الهند، وأفريقيا، وأمريكا الجنوبية، والقارة القطبية الجنوبية، وأستراليا.

## التسلسل التاريخي
يضم الجدول التالي القارات العظمى وتاريخها.[ما هي؟]

| القارة العظمى           | العمر (مليون سنة) |
| ----------------------- | ----------------- |
| أور                     | ~3,636–2,803      |
| كينورلاند               | ~2,720–2,114      |
| بروتوبانغيا-باليوبانغيا | ~2,720–573        |
| كولمبيا                 | ~1,820–1,350      |
| رودينيا                 | ~1,130–750        |
| بانوتيا                 | ~633-573          |
| بانجيا                  | ~336-173          |

## روابط خارجية
- Supercontinent (geology) على موسوعة بريتانيكا